# Oddset
Oddset er et spil under Danske Spil. Oddset omfatter væddemål inden for sport, med fastsatte eller (i et tilfælde) dynamiske odds.
Spillet lagde frem til sommeren 2009 også navn til Oddset Ligaen for ishockey. Danmarks bedste ishockeyliga fik derefter navnet AL Bank Ligaen, som senere blev til Superisligaen.

## Spil under Oddset

### Den Lange
Den Lange består primært af kampe inden for fodbold, håndbold, basketball, ishockey, amerikansk fodbold og baseball som man kan oddse på. Man kan typisk satse på et af tre scenarier:
- Hjemmeholdet vinder (symboliseret ved et 1-tal)
- Uafgjort (X)
- Udeholdet vinder (2)

Der er også handicapspil, hvor det ene hold eller den ene deltager på forhånd er tildelt et handicap for at udligne en eventuel styrkeforskel mest muligt.
Eksempel:
I den bedste danske fodboldliga møder OB på hjemmebane HB Køge. OB er stor favorit og giver et relativt lavt odds på en sejr. Ved at tildele OB et minus på et mål fra start kan det blive en mere lige kamp, og dermed kan oddsene stige. I dette tilfælde skal OB vinde med to overskydende mål for at sikre en OB-sejr spillemæssigt set. Det betyder også, at hvis OB vinder med præcis et mål, ender kampen i spillet uafgjort.
Dog er der enkelte gange, hvor reglerne er lidt anderledes – kan en kamp (f.eks. en slutspilskamp i ishockey) gå i overtid, træder en ud af to særregler i kraft: Enten er det ikke muligt at oddse på uafgjort, eller også gælder resultatet efter ordinær kamp. Andre gange er X'et dog helt udelukket, f.eks. i tenniskampe, hvor der skal findes en vinder.
I langt de fleste tilfælde skal væddemålene indgås, før kampene sættes i gang. Dog kan man nogle gange spille under en kamp – at spille live – hvis væddemålet f.eks. hedder "Hvem scorer det næste mål". Her er udfaldsmulighederne hjemmeholdet (1), ikke flere mål (X) eller udeholdet (2).
Oddsene udregnes ved, at Danske Spil vurderer sandsynligheden for de forskellige resultater, og dernæst dividerer sandsynligheden op i 91, som er Danske Spils udbetalingsgennemsnit af indskuddene. For eksempel kan det være, at sandsynlighederne er fastsat som 1) 42,3 %, X) 29,3 % og 2) 28,4 %. Oddset for 1) bliver dermed 91/42,3 = 2,15.
Der er to muligheder på at spille på Den Lange. "Lige på" eller systemspil.
Når man spiller lige på, skal man kombinere kampene. Der skal ofte spilles minimum to kampe og maksimalt 8. På omkring halvdelen af kampene i det program, der bliver offentliggjort med 256 væddemål to gange om ugen, er det tilladt at spille på kun en enkelt kamp. 
De valgte odds ganges sammen, og produktet af multiplikationen udgør det samlede odds. Hvis man har oddset rigtig på alle kampe, multipliceres indskuddet med det samlede odds, og resultatet er præmien. Er en kamp forkert, vinder man intet. Det maksimalt tilladte odds er 3.000.
Spiller man derimod systemspil, kan man have en eller flere kampe forkert og stadig få en gevinst. Man kan spille systemspil med tre til syv kampe i de systemer der står i oversigten til højre. Vælger man f.eks. at spille 2/5, skal man satse på fem kampe og have mindst to rigtige for at få gevinst. Det giver dog 10 væddemål (svarer til at udfylde 10 lige på-kuponer med to af de fem kampe på hver, og dække alle mulige vinderudfald).
| 2/3 (3)  |          |          |          |         |
| 2/4 (6)  | 3/4 (4)  |          |          |         |
| 2/5 (10) | 3/5 (10) | 4/5 (5)  |          |         |
| 2/6 (15) | 3/6 (20) | 4/6 (15) | 5/6 (6)  |         |
|          |          |          | 5/7 (21) | 6/7 (7) |

Indskuddet kan være 10, 20, 30, 40, 50, 100, 200, 300 eller 500 kroner pr. væddemål. Man kan spille over flere kuponer, men Danske Spil tillader maksimalt, at man spiller for 5.000 kroner om dagen.

### Måljagt
Måljagt går ud på at gætte slutcifrene på tre kampe (som regel fodbold, men ishockeykampe er også set). Modsat de andre Oddset spil er der her ikke fastsatte, men dynamiske odds, hvilket vil sige at de mest spillede resultatkombinationer har lave odds, og de mindst spillede har høje odds. Rammer man resultatet (målscoren) på alle tre kampe får man gevinst.
Ved at spille mange kombination dækker man også over flere mulige udfald, men det øger også prisen på spillet.
Eksempel:
Der er tre fodboldkampe på Måljagten: FCK-OB, Brøndby-AaB og AGF-Esbjerg. Hvis man vælger at spille på to udfald pr. hold – det vil sige: FCK scorer enten et eller to mål, OB scorer enten et eller to mål, Brøndby scorer enten et eller to mål og så videre, bliver det samlede antal kombinationer: to gange to gange to gange to gange to gange to = 64 kombinationer. Det er ikke et krav at spille samme antal udfald på alle seks hold i spillet.
- FCK-OB 12 – 12
- Brøndby-AaB 12 – 12
- AGF-Esbjerg 12 – 12

Antal kombinationer: 2x2x2x2x2x2 = 64
- FCK-OB 123 – 10
- Brøndby-AaB 1234 – 120
- AGF-Esbjerg 012 – 012

Antal kombinationer: 3x1x4x2x3x3 = 216
I Måljagt kan man spille et indskud på 1, 2, 5, 10, 20, 30, 50, 100, 200 og 500 kroner pr. kombination. 
Den største Måljagtgevinst faldt tilbage i uge 40 i 2001, hvor en spiller ramte odds 1.122.082.70 ved at gætte følgende tre resultater på fodboldlandskampe: Danmark-Island 6-0. Tjekkiet-Bulgarien 6-0. Italien-Ungarn 1-0.

### Matchen
Matchen består af 4 mindre spil, der i modsætning til eksempelvis "Den Lange," kan betragtes som mere "tilfældige." 
Man kan spille på:
- Ciffertips – hvad slutcifrene bliver (alle mål over 9 bliver til muligheden 9+)
- Første målscorer – hvem der scorer det første mål (eller udfaldene ingen mål eller selvmål)
- Hurtigst fyret træner (Et vædemål med ualmindelige gode odds, hvis en træner ekstra ordinært skulle blive fyret under kampen)
- Halvleg/fuldtid – efter 1X2-devisen (altså satser man på 1/X satser man på at hjemmeholdet fører ved halvleg men at kampen ender uafgjort)

Formatet bruges som regel til fodbold eller ishockeykampe, men også til håndbold er systemet i brug med de ændringer at ciffertips er erstattet med overskydende mål (27-28 bliver til 0-1, 32-25 til 7-0 osv.) og første målscorer er erstattet med topscorer.
Formatet bruges som regel til fodbold eller ishockeykampe, men også til håndbold er systemet i brug med de ændringer, at ciffertips er erstattet med overskydende mål (27-28 bliver til 0-1, 32-25 til 7-0 osv.) og første målscorer er erstattet med topscorer.

### Resultatet
På Resultatet kan man – som navnet antyder – satse på slutcifrene af en kamp. Resultatoddsene udregnes ud fra oddsene på Den Lange vha. en ud af tre tabeller (der kendes som R1, R2 og R3).

### Vinderen
Vinderen handler om, hvilket hold eller hvilken spiller der vinder en given konkurrence. Der eksisterer lange og korte væddemål i denne kategori. Lange er flerdagsvæddemål, f.eks. hvem der vinder VM i fodbold eller Superligaen, hvor korte er f.eks. hvem der vinder et Formel 1 grandprix eller forskellige udfald i en fodboldkamp (som f.eks. at en spiller scorer og får rødt kort i samme kamp).

### Live
Oddset Live er odds på igangværende fodboldkampe. Dette er en spilleform, der giver spilleren mulighed for at spille i direkte samspil med begivenheden, mens den sker. Eksempel på væddemål kan være: ”Hvem vinder kampen?”, "Hvem scorer det næste mål?", "Under/over 2½ mål" eller lignende. Oddsene ændres undervejs på baggrund af kampens udvikling.

### Sportsbørs
Sportsbørsen er et koncept, der lader spilleren satse på intervalvæddemål, f.eks. (færre end/flere end, lavere end/højere end, tidligere end/senere end). Jo mere ret man har, jo mere vinder man. Omvendt, jo mere man tager fejl, jo mere taber man. Et eksempel kan være at man gætter på et minuttal for kampens første mål. Der er mulighederne "før 30" og "efter 35". Satser man på, at det første mål falder før det 30. minuttal, kan man ved en scoring i det 1. minut få sit indskud 29 gange igen. Scores der i det 25. minut får man sit indskud 5 gange igen. Falder det første mål imidlertid først i det 90. minut taber man 60 gange sit indskud.
Da der ikke må spilles på kredit hos Danske Spil, betaler man for "worst-case"-scenariet – i ovenstående eksempel vil det betyde, at man selv ved det lavest mulige indskud, 5 kr., skal betale 300 kr. for at indgå væddemålet. Dette sikrer dog også, at man – hvis målet da ikke bliver scoret i 90. minut – får en del af sit indskud tilbage.

## Tv-reklamer
Danske Spil har i en række reklamefilm vist, hvordan ord kan have flere betydninger. Reklamerne, der tidligere blev sendt med modellen Janni Ree i hovedrollen, er blevet vist under parolen "Der er så meget kvinder ikke forstår", har vundet priser for deres humoristiske islæt.[kilde mangler]
Reklamerne bygger på situationer, hvor det sker, at en person – som måske ikke er helt hjemme i fodboldreglerne – tager en række fodboldudtryk for bogstaveligt for dermed også at misforstå dem. Sidenhen er der blevet vist lignende tv-reklamer indenfor sportsgrene som håndbold, ishockey, golf, cykling og tennis.
Eksempler fra fodbold tv-reklamerne fremgår i det følgende: 
- "En direktør" (en stor chance i fodbold der ikke resulterer i mål – også kaldet en fæl afbrænder – eller en person der er daglig leder af en organisation)
- "At brænde" (en chance i fodbold der ikke resulterer i mål – også kaldet en afbrænder – eller ild der er antændt)
- "At sædet brænder" (en fodboldtræner der er tæt på at blive fyret eller ild der er antændt på det sæde, en person sidder på)[2]
- "Være nøgen" (være fri/uopdækket på en fodboldbane eller en person der ikke har noget tøj på)
- "En grim skade" (en fodboldspiller der har fået en personskade eller fuglearten skade)
- "En mur" (fodboldspillere der forsøger at afskærme boldens vej mod mål ved et frispark eller en væg bestående af eksempelvis beton/mursten) (ellers kan det være en mur, som en person kan ramme i forbindelse med et maratonløb, når musklernes glykogen-indhold er opbrugt, og man løber videre på fedtforbrænding)
- "Et dommerkast" (fodbolddommer der kaster bolden op i luften og ikke selve fodbolddommeren der bliver kastet med)
- "En midtbanegeneral" (en fodboldspiller der binder midtbanen sammen på en fodboldbane, og ikke en person der er general i militæret)
- "Grave sig ned" (et fodboldhold der forsvarer sig relativt tæt på eget mål med hovedparten af holdets spillere eller at grave sig ned i eksempelvis jord/sand) (ellers kan det betyde at være afsondret og gemme sig for andre)
- "At vinke" (linjedommer der markerer med et flag, når der sker visse hændeler inde på fodboldbanen eller en person der vinker med sin hånd)
- "Være på skovtur" (en situation hvor et fodboldhold angriber, mens det forsvarende holds målmand er relativt langt ude af sit mål, uden at det lykkes for denne få fat på bolden/skyde den væk eller at være ude i en skov)
- "En stempling" (en fodboldspiller rammer en anden fodboldspiller med de knopper, der er under sålerne på sine fodboldstøvlerne eller at anvende en kontorartikel til at sætte et stempel af blæk på eksempelvis et stykke papir/en hånd)
- "Forære et mål" (et hold der har relativt let ved at score mål/få fodbolden forbi den mållinie der er mellem modstanderens målstænger eller at give en målramme evt. med net som en gave)[3]
- "Et flot mål" (en flot scoring i en fodboldkamp eller selve målrammen evt. med net i på en fodboldbane)
- "En libero" (en libero er den bagerste forsvarsspiller på et fodboldhold – også kaldet en sweeper/en fri forsvarsspiller – eller en ble af mærket Libero)[4]
- "En ostemad" (en ostemad er et gult kort som fodbolddommeren anvender til at give en fodboldspiller/træner en advarsel med eller et stykke brød med ost som pålæg)
- "At blive klippet" (en fæl takling på en fodboldspiller eller at få klippet hår af med en saks)
- "At gå alt for tidligt" (en målmand der har bevæget sig for tidligt i forhold til at redde en afslutning, der kommer mod mål eller en målmand der går væk fra målet, inden der overhovedet er afsluttet mod målet)
- "At lave en kasse" (et hold der laver mål/får fodbolden forbi den mållinie der er mellem målstængerne eller at lave/folde en kasse kasse af eksempelvis pap)
- "Hive et indlæg frem" (en spiller der skyder en fodbold ind omkring et fodboldmål for at en anden spiller kan forsøge at score et mål, eller at et bindindlæg, som kvinder bruger, når de har menstruation)
- "At lave et drop" (et målmand der lukker en ufarlig afslutning i mål eller perifert venekateter behandling på eksempelvis et hospital)
- "Hele bænken på banen på en gang/det er en dyr bænk" (bænk en er en siddeplads eller et sportsholds udskiftningsspillere)
- "Sætte sit nyindkøb på banen" (det kan være indkøb af eksempelvis en posefuld dagligvarer fra et supermarked eller indskiftning af en fodboldspiller, der endnu ikke har spillet så meget for den klub, som vedkommende er hentet til).
- "Det vælter ind med spillere i vinduet" (et vindue kan være en lysåbning i væg eller tag på en bygning eller et transfer-vindue, som er forudbestemte tidspunkter i løbet af året, hvor fodboldklubber kan købe/sælge spillere).
- "Parkere bussen" (det kan være et køretøj, der holder stille eller et fodboldhold, der spiller meget defensivt).
- "Gode kasser" (det kan være bryster på et menneske, eller når der scores mål i en fodboldkamp).

Eksempler fra håndbold tv-reklamerne fremgår i det følgende: 
- "At lægge en spiller ind på stregen" (en håndboldspiller der står meget tæt på stregen til målfeltet eller en person der lægger sig ned på en af stregerne på en håndboldbane)[5]
- "En sjusket opdækning" (en håndboldspiller der i forsvaret står meget tæt på en af de angribende spillere eller en sjusket bordopdækning)[6]

Eksempler fra ishockey tv-reklamerne fremgår i det følgende: 
- "At føre en puk" (en puk er en hård gummiskive der anvendes i ishockey eller en knallert af mærket Puch)
- "At holde stillingen" (at kampens nuværende resultat ikke ændres eller at en person ikke bevæger sig)
- "At holde målet rent" (at sørge for at der ikke bliver scoret eller at få målet til at være skinnende rent vha. pudseklud og sæbe)

Eksempler fra golf tv-reklamerne fremgår i det følgende: 
- "En kølle" (en kølle som en golfkølle der anvendes til at slå til en golfbold eller en kølle af for eksempel træ der anvendes som et primitivt våben)
- "En bunker" (en bunker som en forhindring af sand, en sandgrav, på en golfbane eller en bunker som en bygning bygget til at modstå beskydning for at beskytte de personer eller det udstyr, som er i bunkeren)

Eksempler fra cykling tv-reklamerne fremgår i det følgende: 
- "Armstrong" er efternavnet på cykelrytteren Lance Armstrong, men også bl.a. på astronauten Neil Armstrong[7]
- "At lave et hul" (at gå i udbrud/køre et godt stykke fra de andre i cykelsport eller at grave et hul i jorden med for eksempel en spade)
- "At holde (h)jul" (at cykle lige bag en anden cykelrytter for at mindske vindmodstanden eller at fejre højtiden jul med for eksempel et juletræ)
- "At danse op af bjerget" er at cykle, elegant og ubesværet op af et bjerg, eller at bevæge sig til fods i takt til musik op af et bjerg. [8]

Eksempler fra tennis tv-reklamerne fremgår i det følgende: 
- "Et æg" er et hønseæg, men også det forhold at en tennisspiller ikke vinder et eneste parti i et tennissæt.
- "At der er deuce" kan udtalemæssigt forveksles med drikken juice, men det er det forhold, at stillingen er lige i et tennisparti, efter at begge spillere har vundet mindst tre bolde i det pågældende parti.